# Shochu

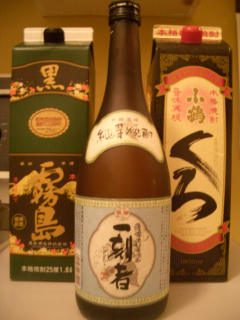
Shochu in een fles en in Tetra Pak

Shochu (Japans: 焼酎; Shōchū) is een Japans gedistilleerde drank die gemaakt kan zijn van vele ingrediënten. De meest voorkomende zijn rijst, bruine suiker en zoete aardappel. Shochu bevat tussen de 25% en 45% alcohol. De variant van 25% komt het meest voor.